# Jean-Claude Bonato
Jean-Claude Bonato (* 23. März 1946 in Hayange) ist ein ehemaliger französischer Basketballspieler.

## Laufbahn
Bonato, ein zwei Meter messender Innenspieler, brachte beinahe seine gesamte Basketballlaufbahn bei Olympique d’Antibes zu, für den Verein spielte er von 1963 bis 1979. 1980/81 stand er in Diensten von Nizza UC. 1970 wurde er mit Antibes französischer Meister. Er erzielte in der französischen Liga insgesamt 15 248 Punkte, was zum Zeitpunkt seines Rücktritts die Bestmarke war. Sein Saisonhöchstwert war ein Punkteschnitt von 27,7 pro Begegnung (1966/67). Bonato kam in sieben Spielzeiten in der französischen Liga auf Mittelwerte von mehr als 25 Punkten pro Spiel, in vier weiteren von mehr als 20 pro Spiel. 1969 wurde er zum französischen Basketballspieler des Jahres gewählt.
Zwischen 1963 und 1976 bestritt er 174 Länderspiele für Frankreich, in denen er im Schnitt 12,3 Punkte verbuchte. In den Jahren 1963, 1965, 1967, 1971 und 1973 nahm er an Europameisterschaftsendrunden teil. Bei der EM 1973 war Bonato mit 17,4 Punkten je Begegnung fünftbester Korbschütze des Turniers.
Sein Sohn Yann Bonato ist ebenfalls ein ehemaliger Basketballnationalspieler.